# Шандор Егерварі
Шандор Егерварі (угор. Sándor Egervári, нар. 15 липня 1950, Помаз) — угорський футболіст, що грав на позиції захисника. По завершенні ігрової кар'єри — тренер. Як футболіст відомий виступами за клуби «Гонвед» та МТК (Будапешт). Як тренер — триразовий чемпіон Угорщини, володар Суперкубка Угорщини, бронзовий призер молодіжного чемпіонату світу. Неодноразово визнавався кращим тренером Угорщини.

## Ігрова кар'єра
У дорослому футболі Шандор Егерварі дебютував 1971 року виступами за команду «Спартакус Будапест», в якій грав до 1972 року. У 1972—1976 Егерварі грав у складі клубу «Гонвед», а в 1976—1977 років захищав кольори клубу «Сегеді ЕОЛАК». 1977 року футболіст перейшов до клубу МТК (Будапешт), за який грав до 1981 року, після чого завершив виступи на футбольних полях.

## Кар'єра тренера
Шандор Егерварі розпочав тренерську кар'єру практично відразу по завершенні кар'єри гравця у 1983 році, увійшовши до тренерського штабу Дьордя Мезеї в національній збірній Угорщини. У 1986 році разом із Мезеї перейшов на роботу до збірної Кувейту, де працював до 1988 року. У 1988 році Егерварі увійшов до тренерського штабу свого колишнього клубу «Гонвед», де працював тренером до 1993 року, а в 1993 році ненадовго очолив будапештський клуб. У 1993 році колишній захисник очолив клуб БВСК, де працював до 1996 року. У 1996—1997 роках угорський тренер очолював саудівський клуб «Аль-Іттіхад».
У 1998 році Шандор Егерварі повернувся на батьківщину, та очолив команду МТК (Будапешт), з якою за підсумками сезону 1998—1999 років став чемпіоном Угорщини. У 1999 році тренер перейшов на роботу до клубу «Дунаферр», з яким за підсумками вже першого сезону в новому клубі знову разом з ним став чемпіоном країни. У 2002 році Егерварі повернувся до роботи з клубом МТК, де працював до 2004 року, а у 2003 році став трикратним чемпіоном Угорщини як тренер, та володарем Суперкубка Угорщини.
З 2004 до 2005 року Шандор Егерварі очолював тренерський штаб будапештської команди «Вашаш», після чого у 2006—2007 роках був головним тренером кувейтського клубу «Ас-Сальмія». У 2007—2008 роках тренер працював на батьківщині у клубі «Дьєр».
У 2009 році Шандор Егерварі очолив юнацьку збірну Угорщини віком гравців до 20 років, з якою у цьому році став бронзовим призером молодіжного чемпіонату світу. Після цього тренер перейшов на роботу головним тренером молодіжної збірної Угорщини. У 2010 році Егерварі був призначений головним тренером вже національної збірної Угорщини. Проте команда під його керівництвом не виконала поставлених завдань, а після розгромної поразки у матчі проти збірної Нідерландів з рахунком 1-8 у рамках чемпіонату світу з футболу 2014 року тренер подав у відставку.
У 2016 році Шандор Егерварі очолював угорський клуб «Діошдьйор», після чого тренерською роботою не займався.

## Титули і досягнення

### Як тренера
- Чемпіон Угорщини (3):

МТК (Будапешт): 1998–1999
«Дунаферр»: 1999–2000
МТК (Будапешт): 2002–2003
- Володар Суперкубка Угорщини (1):

МТК (Будапешт): 2003

### Особисті
Кращий тренер Угорщини: 1996, 1999, 2000, 2001, 2003, 2009